# Тягнибіда Яків Хомич
Яків Хомич Тягнибіда (26 листопада 1895, село Глинськ Роменського повіту Полтавської губернії, тепер Роменського району Сумської області — розстріляний 22 вересня 1938) — радянський партійний і державний діяч, заступник голови Ради Народних Комісарів Української РСР. Депутат Верховної Ради СРСР 1-го скликання (1937—1938).

## Біографія
Народився в селянській родині.
Служив у російській імператорській армії, учасник Першої світової війни. У 1916 році закінчив школу прапорщиків, одержав чин підпоручника російської армії.
З 1918 року — в Червоній армії, учасник Громадянської війни в Росії.
Член РКП(б) з 1920 року.
У 1925 році закінчив гірничий інститут.
З 1924 року — штейгер на шахтах Донбасу; керуючий Карповськими рудниками у Вознесенську-Донецькому; на відповідальних посадах в народному господарстві СРСР.
У 1933—1935 роках — начальник шахти № 12 «Метробуду» міста Москви.
У 1936—1937 роках — директор Одеського індустріального інституту.
2 листопада 1937 — 20 травня 1938 року — заступник голови Ради Народних Комісарів Української РСР.
8 червня 1938 року заарештований органами НКВС СРСР. Згідно з вироком Воєнної колегії Верховного суду СРСР від 22 вересня 1938 року засуджений до розстрілу, розстріляний цього ж дня. Місце розстрілу і поховання невідоме.
Вирок від 22 вересня 1938 року щодо Тягнибіди «у зв'язку з нововиявленими обставинами» скасований Воєнною колегією Верховного суду СРСР 1 жовтня 1957. Справа припинено за відсутністю складу злочину. Реабілітований посмертно.

## Нагороди
- орден Леніна (13.05.1935)